# Beranda
Beranda (del ruso: Беранда) es un seló del distrito de Lázarevskoye de la unidad municipal de la ciudad de Sochi del krai de Krasnodar, en el sur de Rusia. Está situado entre la orilla izquierda del río Yákornaya Shchel y la orilla derecha del río Beranda, a 2 km de la desembocadura de este último en el mar Negro, 25 km al noroeste de Sochi y 147 km al sureste de Krasnodar, la capital del krai. Tenía 450 habitantes en 2010.
Pertenece al ókrug rural Verjnelooski.